# 北山茂夫
北山 茂夫（きたやま しげお、1909年（明治42年）3月3日 - 1984年（昭和59年）1月30日）は、日本の日本史学者（日本古代史専攻）、立命館大学教授などを歴任する。

## 略歴・業績
和歌山県有田郡鳥屋城村（現在の有田川町）生まれ。和歌山県立耐久中学校、第三高等学校をへて、1934年東京帝国大学文学部国史学科卒業。西洋史の羽仁五郎に傾倒し、近代史を学ぶため大学院に進むが古代史で業績をあげる。横浜の潤光学園講師、ついで郷里に帰り和歌山県立田辺中学校教諭となり、敗戦を迎える。戦後、排斥運動に遭って野に下るが、立命館大学法学部専任講師となり、文学部教授に転じるが学生運動で辞職した。
左翼的な立場に立ちつつ文学的関心が深く、人物史を排斥せず、一般向けに奈良時代史についての書物を多く著した。白川静の『漢字』（岩波新書）は、北山の推薦によって書かれたものである。また、同じ左翼的な立場でも石母田正とは英雄時代説や律令国家への評価などを巡って意見が対立していた。
北山に師事した人物としては、日本近現代史研究の松尾尊兊、日本古代史研究の山尾幸久、第4回白川静賞を受賞したアジア印章史研究の久米雅雄などがいる。

## 著書
- 『奈良朝の政治と民衆』高桐書院（現代歴史学論叢）1948、校倉書房 1982
- 『大仏開眼』福村書店（中学生歴史文庫 日本史）1951
- 『万葉の世紀』東京大学出版会 1953
- 『万葉の時代』岩波新書 1954
- 『日本史通論』 潮文社 1955。※奈良本辰也、林屋辰三郎共著
- 『日本古代政治史の研究』岩波書店 1959
- 『万葉の創造的精神』青木書店 1960
- 『大化の改新』岩波新書 1961
- 『日本の歴史 第4 平安京』中央公論社 1965、中公文庫 1974、改版2004
- 『女帝と道鏡 天平末葉の政治と文化』中公新書 1969。講談社学術文庫 2008
- 『藤原道長』岩波新書 1970
- 『王朝政治史論』岩波書店（日本歴史叢書）1970
- 『大伴家持』平凡社 1971、平凡社選書 1978、平凡社ライブラリー 2009
- 『柿本人麻呂』岩波新書 1973、復刊2008
- 『続万葉の世紀』東京大学出版会 1975
- 『平将門』朝日新聞社（朝日評伝選）1975、朝日選書 1993。講談社学術文庫 2005
- 『天武朝』中公新書 1978
- 『壬申の内乱』岩波新書 1978
- 『万葉群像』岩波新書 1980
- 『古代王朝の興亡 日本の歴史1』筑摩書房（ちくま少年図書館）1981
- 『中世の武家と農民 日本の歴史2』筑摩書房（ちくま少年図書館）1982
- 『柿本人麻呂論』岩波書店 1983、岩波現代文庫 2006
- 『万葉集とその世紀』全3巻、新潮社 1984-1985
- 『北山茂夫・遺文と書簡』全6巻、みすず書房 1985-1986
- 『遺文と書簡 別巻 北山茂夫伝記と追想』松尾尊兊編 みすず書房 1991
- 『女帝と詩人』岩波現代文庫 2000
- 『日本古代内乱史論』岩波現代文庫 2000

### 記念論文集
- 『歴史における政治と民衆 北山茂夫追悼日本史学論集』日本史論叢会 1986